# 鳞斑毛嘴杜鹃
鳞斑毛嘴杜鹃（学名：Rhododendron trichostomum var. radinum）为杜鹃花科杜鹃花属下的一个变种。

## 扩展阅读
- 維基物種上的相關：鳞斑毛嘴杜鹃